# Carles Font i Llopart
Carles Font i Llopart (Granollers, 15 abril 1918 - Barcelona, 5 juliol 1995) va ser alcalde de Granollers del febrer de 1953 i gener 1963 durant la dictadura franquista.
Fill de Felip Font i Torralbas (Sitges, 1872 - 1936) i net, per part paterna, de Felip Font i Falp (Sitges, 1834 - 1918), tots dos notaris de professió. El seu avi matern era Rafael Llopart i Ferret (1847-1927), comerciant i filantrop "indiano" de Sitges.
Als seus 18 anys, quatre setmanes després del cop d'estat de 1936, mentre estava d'estiueig amb la seva família a la casa que s'avia materna tenia a Sitges, elements incontrolats de la FAI-CNT, varen assassinar al seu pare, qui políticament simpatitzava amb la Lliga, potser, com escrigué Maurici Serrahima i Bofill en “Memòries de la guerra i de l'exili, 1936-1940: 1936-1937”, confonent-lo, pel nom, amb Felip Font de Rubinat, aquest, segons Serrahima, “dretista d’acció”. La família va fugir d’Espanya, a les poques setmanes, amb passaport cubà, ja que la mare, i també l’avia, vídues, havien nascut a Cuba. La família es va instal·lar primer a l’illa de Iers, a on la seva avia tenia cosines. Mes endavant varen passar a Tànger, ...
Finalitzada la guerra, va reprendre la carrera de Dret, i va presentar-se a oposicions de notaria, professió del seu pare i avi patern. Va aprovar-les a la primavera de 1942, quan tenia només 23 anys, endevinen un dels notaris mes joves en exercir. En això va ajudar el fet que, el seu germà Josep Maria, com a Cap de família, obris despatx d’Advocat, ajudant d'aquesta manera a l’economia familiar, després de finalitzada la Guerra, i, no optes a presentar-se a oposicions a Notaria com segurament hagués estat així si no haguessin esdevinguts els fets de juliol 1936 a 1939. Va exercir com a notari a Sant Celoni (Novembre 1942 - 43), Valls (1943-46), Granollers (març 1946 - desembre 1969), i, Barcelona (gener 1970 - maig 88). Es casa amb Àngels Ausió i Vilá al 16 de novembre de 1948.
Alcalde de Granollers entre 23 de febrer de 1953 i 2 de gener de 1962
Si bé era un enamorat de la seva professió, i no tenia inicialment predisposició a la política, va ser anomenat Batlle de Granollers al febrer de l'any 1952, pel Governador Civil de Barcelona, Felipe Acedo Colunga (que ho va ser desde març de 1951 fins a octubre de 1960), el qual, va aconseguir una dispensa de Madrid per a que en Font pogués continuar exercint com a Notari durant el seu mandat
Va rebre una població encara per recuperar-se dels efectes de la Guerra Civil. Mentres va ser batlle, es varen produir nombroses obres i millores a la vila, així per exemple, i d’entre altres, la reconstrucció de la parròquia de Sant Esteve, llurs vitralls va pagar l’indià Adolfo Montaña Riera, la modificació del traçat de la via de tren a la ciutat  que llavors passava pel mig de la ciutat (carrer Girona), en contra de la burgesia barcelonesa i la Renfe que ja a havia aprovat un nou tendit elèctric per l’antic traçat, l'electrificació de l'enllumenat públic de la vila, la construcció de la pista d’atletisme, i la construcció d’un Pavelló esportiu, que va ser, en aquell moment, el tercer construït a tot Espanya, la promoció de vivendes publiques, creació d’escoles, l'escola del Treball, postulació per l'arrivada d’aigües del Ter, la construcció de la xarxa de clavegueram,  La promoció de les Ferias y Fiestas de la Ascensión”, creacio de la Casa de Cultura San Francisco, en col·laboració amb la Fundació Maspons i Camarasa.
Com a Batlle de Granollers, va formar part de la Diputació Provincial, a on tingué el càrrec de Presidente de la Comisión de Cooperación se Servicios Municipales. També va ser Procurador a Cortes (14 mayo 1955 a 14 Abril 1958),
Va ser vicepresidente de la Federació Española de Balonmano, desde Juny de 1963 ( abc de 13 Juny, pág 56) fins al 7 agost de 1964, en que va passar a formar part de la Junta Consultiva de la mateixa FEB (Comarca deportiva, Granollers, 12 agosto )
Va ser destituït pel nou Governador Civil de Barcelona, Matías Vega Guerra, que, amb un pensament politic i tarannà diferent amb el seu antecessor (amb qui hi havia forta identitat i amistat), va atendre, sense tenir grans reticències, pressions de terratinents de Granollers i Palou contraris a la pretensió de
Va ser anomenat Fill Predilecte de la Ciutat, i va rebre la medalla d’Or.
Va ingressar en la Orden Civil de Alfonso X, el Sabio, per gracia del Ministerio de Educación al juliol de 1966
Més enllà de la política va mantenir vinculació amb Granollers, com a Patró de la Fundació Adolfo Montaña Riera, la qual va ser benefactora de la Parròquia de San Esteve de Granollers, de la Fundació Antonia Roura, i especialment de l’Hospital Asilo de Granollers, amb aportacions suficients per a construir un nou pavelló durant la dècada dels 80
Segons el Noticiero Universal (edició de Barcelona), 8 de setembre de 1974, pag 13, se li va oferir el càrrec, de nova creació, de Sub-Gobernador de Barcelona, que sembla va desestimar